# Gra w cykora
Gra w cykora (w literaturze występuje również jako gra w tchórza, jastrząb-gołąb lub dylemat kurczaków) – model niekooperacyjnej gry o sumie niezerowej, w której najwięcej można zyskać lub stracić, wybierając strategię konfrontacyjną. Strategia pokojowa natomiast chroni wprawdzie przed największą stratą, ale nie przynosi też żadnej nagrody.
Klasyczną postać tej gry opisuje przykład:
Dwie osoby wsiadają do samochodów i z dużą prędkością jadą naprzeciwko siebie – ten, kto pierwszy zahamuje lub zjedzie z trasy, jest "cykorem" i przegrywa. Ten, który skręci, ratuje życie, ale traci prestiż, jadący do końca prosto wygrywa prestiżowo, jeśli jednak obydwaj zdecydują się jechać do końca – zginą.
W grze w cykora są tylko dwie niezdominowane strategie proste – jazda do końca lub skręt w ostatniej chwili. Możliwe wyniki gry przedstawia poniższa tabela:
|                         | Gracz B jedzie do końca | Gracz B ucieka         |
| ----------------------- | ----------------------- | ---------------------- |
| Gracz A jedzie do końca | Wypadek                 | Gracz B to tchórz      |
| Gracz A ucieka          | Gracz A to tchórz       | Obaj gracze to tchórze |

W przeciwieństwie do dylematu więźnia najgorsza jest nie sytuacja asymetryczna (jeden jedzie, drugi ucieka), lecz symetryczna (obaj jadą na siebie) – jeśli koszty honorowe byłyby większe od kosztów wypadku, gra zmienia się w zwykły dylemat więźnia.
Gra ma dwie równowagi Nasha w strategiach czystych: pierwszy gracz jedzie, drugi ucieka oraz drugi gracz jedzie, pierwszy ucieka. Gra ma także równowagę Nasha w strategiach mieszanych, w których obaj gracze randomizują. Prawdopodobieństwo w randomizacji zależy od wartości różnych sytuacji dla obu graczy.
W sytuacjach rzeczywistych, które modeluje gra w cykora, najbardziej opłacalna jest "strategia szaleńca" – trzeba przekonać przeciwnika, że nie myśli się racjonalnie i zamierza jechać bez względu na okoliczności. Właśnie taka jest interpretacja antropologiczna pewnych pozornie irracjonalnych zachowań społecznych. Do tego służy okno Overtona. 